# Pembroke Pines Challenger
Il Pembroke Pines Challenger è stato un torneo professionistico di tennis giocato su campi in terra verde. Faceva parte dell'ATP Challenger Series. Si giocava annualmente a Pembroke Pines negli Stati Uniti.

## Albo d'oro

### Singolare
| Anno | Campione         | Finalista      | Punteggio     |
| ---- | ---------------- | -------------- | ------------- |
| 1991 | Raúl Viver       | Jimmy Brown    | 6–3, 1–6, 7–6 |
| 1992 | Leonardo Lavalle | Daniel Orsanic | 6–4, 7–6      |

### Doppio
| Anno | Campioni                       | Finalisti                     | Punteggio     |
| ---- | ------------------------------ | ----------------------------- | ------------- |
| 1992 | Roberto Saad Tobias Svantesson | Glenn Layendecker Brad Pearce | 4–6, 6–3, 6–2 |
| 1992 | Rikard Bergh Trevor Kronemann  | Brad Pearce Todd Witsken      | 6–3, 6–3      |